# Warzęcha (góra)
Warzęcha (niem. Lőffelberg lub Lőffel Berg) (793 m n.p.m.) – wzniesienie w Sudetach Środkowych, w Górach Kamiennych, w północnej części pasma Gór Suchych.

## Położenie
Warzęcha położona jest na zachód od miejscowości Głuszyca, w bocznym grzbiecie odchodzącym ku południowi od Jeleńca.
Znajduje się w Parku Krajobrazowym Sudetów Wałbrzyskich.
Warzęcha zbudowana jest z permskich melafirów (trachybazaltów), należących do północnego skrzydła niecki śródsudeckiej. Na zachodnich zboczach i u podnóża znajdują się niewielkie skałki.
Wzniesienie porośnięte jest lasem świerkowym regla dolnego z domieszką buka.